# Новомлынка
Новомлы́нка — село в Стародубском районе Брянской области. Входит Занковское сельское поселение. 

## География
Расположено в 18 км к югу от Стародуба. 

## История
Основана в 1712 году как слобода Млынка; по преданию, первым поселенцем был Лука Куколев. Была населена преимущественно старообрядцами. Первоначально являлась владением князя Меншикова (отсюда другое название — слобода Княжая), позднее — Шираев и др. Храм Архангела Михаила упоминается с начала XVIII века (деревянный, не сохранился). В конце XIX века была открыта земская школа.

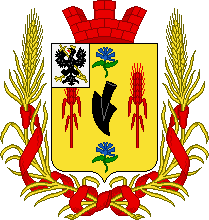
Неутверждённый герб Млынки образца 1872 г.

В XVIII веке Млынка входила во 2-ю полковую сотню Стародубского полка; с 1782 по 1929 в Стародубском уезде (с XIX века по 1919 — посад). Во второй половине XIX века близ старообрядческого посада Млынки возникает крестьянское поселение, названное Новомлынкой и административно относившееся к Соловской волости (посад же волостному правлению не подчинялся).
В 1872 году для посада Млынки был составлен герб, соответствующий геральдическим правилам 1857 года, разработанным Бернгардом Кёне:
В золотом щите чёрный лемех, сопровождаемый сверху и снизу двумя лазоревыми васильками и по сторонам двумя червлёными колосьями. В вольной части — герб Черниговской губернии. Щит увенчан червлёной стенчатой короной и окружён золотыми колосьями, соединёнными Александровской лентой.
С установлением Советской власти оба селения были объединены под названием Новомлынка (с 1919 — село; с 1925 — в составе Воронковской волости). В 1929—1932 и 1939—1957 входило в состав Понуровского (Воронокского) района.
С 1919 по 2005 год Новомлынка была административным центром Новомлынского сельсовета. 

## Население
| 2010 | 2013 |
| ---- | ---- |
| 268  | ↘263 |

## Инфраструктура
В настоящее время в селе действует отделение связи, Дом культуры, сельская библиотека.